# 朝霞市立朝霞第五中学校
朝霞市立朝霞第五中学校（あさかしりつ あさかだいごちゅうがっこう）は、埼玉県朝霞市大字宮戸にある公立中学校。通称「朝五」。市内で唯一、校区外からの自転車通学を認めている。

## 沿革

### 経緯
1979年に朝霞第二中学校より分離して設立された。
（そのため、制服の仕様やジャージの学年色に共通点が見られる）

### 年表
- 1979年 - 朝霞第二中学校より分離し、開校。
- 1979年 - 校章制定 (7月9日)
- 2004年 - 特認校の指定を受ける。
- 2021年 - GIGAスクール整備工事施工

## 部活動
- サッカー部
- 野球部
- 男子ソフトテニス部
- 女子ソフトテニス部
- 卓球部
- 男子バスケットボール部
- 女子バスケットボール部
- 女子バレーボール部
- 吹奏楽部
- 美術部
- 総合文化部